# Feistritz an der Gail

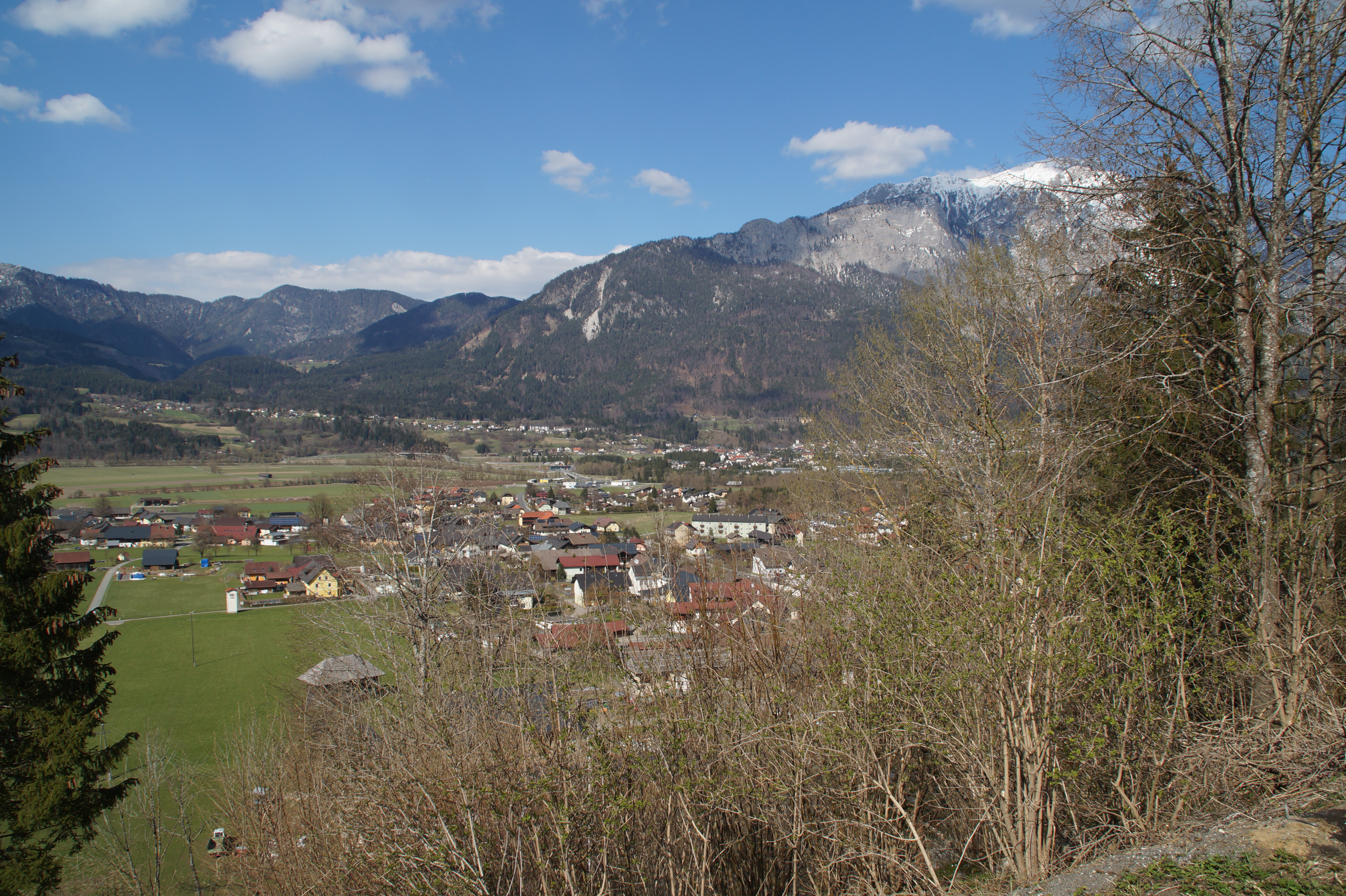
Feistritz an der Gail

Feistritz an der Gail (Slovene: Bistrica na Zilji) là một đô thị thuộc huyện Villach-Land trong bang Kärnten trong nước Áo. Đô thị Feistritz an der Gail có diện tích 19,91 km², dân số thời điểm năm 2001 là 661 người.